# Естонська Республіка (1918—1940)
Незалежність була досягнута в ході Визвольної війни. 2 лютого 1920 року Радянська Росія та Естонія підписали мирний договір про взаємне визнання.
15 червня 1920 року Установчі збори схвалили проєкт першої конституції Естонської Республіки.
22 вересня 1921 року Естонія стала членом Ліги націй.
Після вступу в силу другої конституції 1934 року в країні відбувся державний переворот, в результаті якого в Естонії утвердився авторитарний режим на чолі з Костянтином Пятс.
В результаті розділу сфер впливу між СРСР і Німеччиною в 1939 році, Естонії у вересні 1939 року Радянським Союзом був нав'язаний «Пакт про взаємодопомогу», а 6 серпня 1940 року Естонія була окупована СРСР. 20 серпня 1991 року Естонія відновила свою незалежність.

## Створення Естонської Республіки
Після Лютневої революції 1917 року і в процесі розпаду Російської імперії на північно-західних територіях колишньої імперії в умовах громадянської війни та німецької окупації 24 лютого 1918 року була проголошена незалежна демократична Естонська Республіка. 21-22 січня (3-4 лютого) 1918 року були проведені вибори в Естонські Установчі збори.
Після відступу німецьких військ реальна незалежність була досягнута в ході Визвольної війни, в рамках якої новостворена естонська армія під командуванням полковника Йохана Лайдонера в союзі з російською Північно-Західної армією і за допомогою британського флоту, а також шведських і фінських добровольців відбили спроби Червоної Армії захопити всю територію Естонії.
2 лютого 1920 року між РРФСР і Естонією був укладений мирний договір, яким обидві сторони офіційно визнали один одного (перший міжнародний договір обох держав).

### Період з 1920 по 1934 рік
15 червня 1920 року Установчі збори схвалив проєкт першої конституції Естонської Республіки. В державі був введений формальний принцип поділу влади, однак в реальності уряд підпорядковувалося парламенту. Парламент також призначав суддів. Це в поєднанні з сильними інструментами прямого народного волевиявлення у вигляді референдумів призвело до дисбалансу влади і крайньої нестабільності уряду. З 1920 по 1934 роки змінилося 23 уряди.
До осені 1921 року нова держава отримала міжнародне визнання. 22 вересня 1921 року Естонія стала членом Ліги націй.
У грудні 1924 року естонськими комуністами за підтримки і сприяння СРСР була зроблена спроба збройного повстання, яка провалилася через байдужість робітників і підтримки уряду армією. Після цього компартія була заборонена, а комуністи втратили істотну частину свого політичного впливу на естонське суспільство.

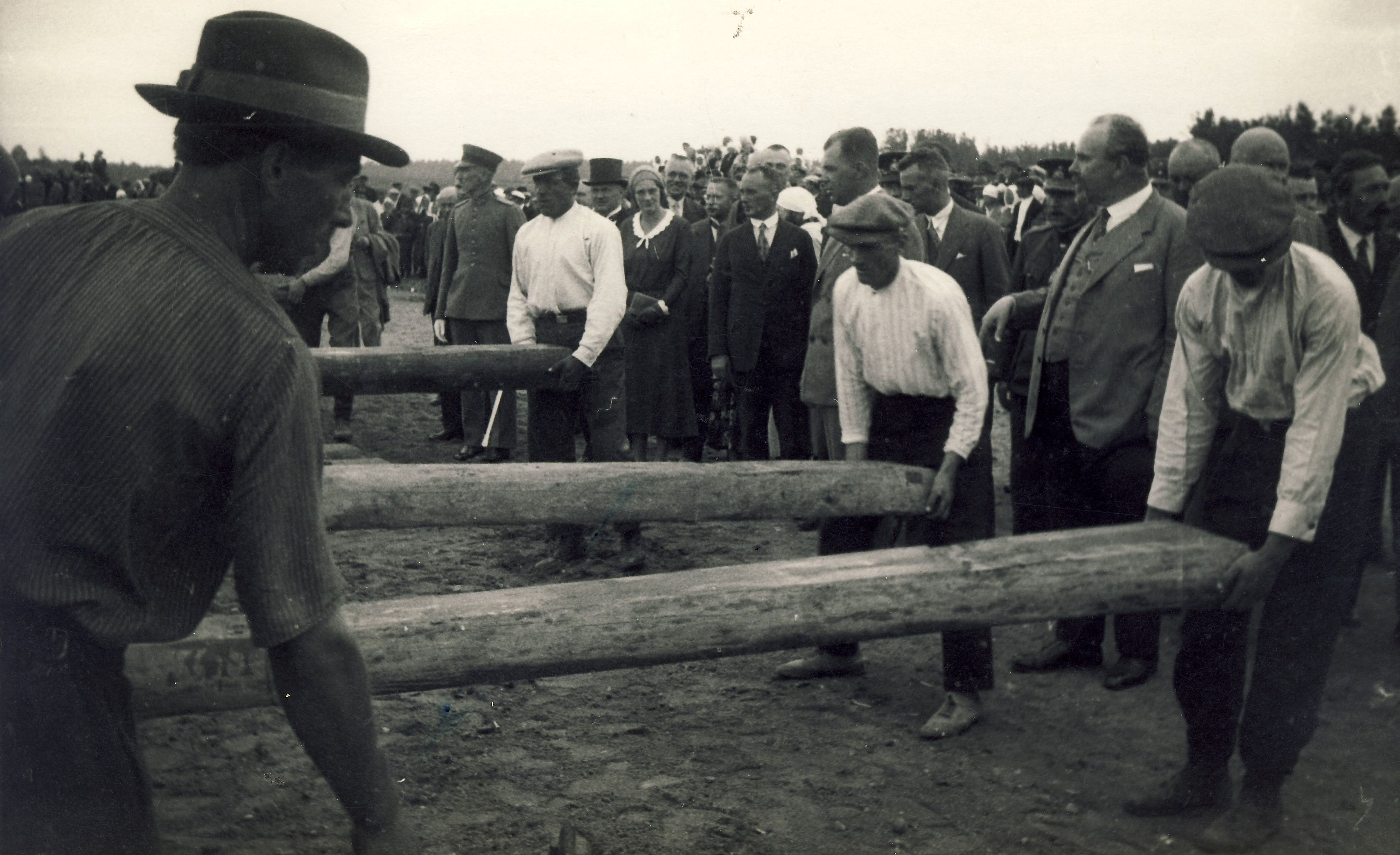
Будівництво залізниці в 1928 році

Незалежність країни викликала необхідність вирішити, як саме будуть використовуватися національні ресурси. Виникла потреба у нових ринках збуту. На початку 1920-х років економічна ситуація в країні була складна. Устаткування промислових підприємств було застарілим, якість продукції низьким, промисловість сильно залежала від імпортованої сировини, багато підприємств були зруйновані під час війни. Економічна політика уряду Естонії була спрямована на індустріалізацію країни і на створення орієнтованих на експорт галузей. Банк Естонії видав кредити на заснування нових підприємств. Економіка Естонії значною мірою залежала від торгівлі з СРСР, головною статтею естонського експорту в СРСР був папір.
Зростанню економіки дала імпульс земельна реформа — конфісковані великі землеволодіння балтійських німців були передані малоземельним хуторянам і ветеранам Визвольної війни. Після економічного спаду 1923—1924 років міністр фінансів Отто Штрандман ініціював нову економічну політику, спрямовану на розвиток експорту. Однак під час світової економічної кризи 1929—1933 років ціни на естонські експортні товари різко впали. У 1928 році була проведена грошова реформа і марка замінена на крону, курс якої був прив'язаний до англійського фунта стерлінгів. У 1929 році було підписано торговельну угоду, а 4 серпня 1932 року — пакт про ненапад між Естонською Республікою і Радянським Союзом.
Під час світової економічної кризи в Естонії на політичну арену вийшла праворадикальна Ліга ветеранів Визвольної війни (ест. Vabadussõjalaste Liit Vabadussõjalaste Liit), скор. «Вапси» (ест. vapsid). У 1933 році конституційний референдум підтримав запропоновані "Вапсами зміни — обмеження законодавчої влади парламенту, зменшення кількості парламентаріїв з 100 до 50 і посилення влади президента, аж до можливості накладення президентом вето на рішення парламенту, введення прямих виборів президента.

## Державний переворот 1934 року і режим Пятса
Друга конституція вступила в силу в січні 1934 року, Костянтин Пятс зайняв пост прем'єр-міністра в обов'язки державного старійшини (президента). Побоюючись неминучої перемоги партії «вапсів» на майбутніх виборах і, користуючись наданими новою конституцією майже диктаторськими повноваженнями, 12 березня 1934 року, спільно з Йоханом Лайдонером, який знову очолив естонську армію, здійснив державний переворот. В результаті військового перевороту було встановлено авторитарне правління й оголошено надзвичайний стан. Пятс був оголошений Державним Протектором Естонії (Riigihoidja), Ліга ветеранів була заборонена, близько 400 членів цієї організації було заарештовано, вибори скасовані, повноваження Рійгікогу 5-го скликання, що схвалив дії Пятс і Лайдонера, були продовжені. Незважаючи на це, в жовтні 1934 року Державні збори (Рійгікогу) були розпущено.
Розпочатий період, названий «епохою безмовності», характеризувався згортанням парламентської демократії, авторитарним правлінням і посиленням естонського націоналізму. Країною фактично правив тріумвірат, який складався з президента (Костянтин Пятс), головнокомандувача армією (Йохан Лайдонер) і міністра внутрішніх справ (Каарел Еенпалу). У березні 1935 року, в Естонії була введена однопартійна система.
Разом з тим, економіка країни, особливо її промисловість, пережила період бурхливого зростання. У другій половині 1930-х років почалося зростання промислового виробництва (до 14 % в рік). До 1938 року частка промисловості в національному доході досягла 32 %. Частка промислової продукції в естонському експорті зросла з 36 % в кінці 1920-х до 44 % до кінця 1930-х. Були створені нові підприємства, вдосконалені виробничі технології. Видобуток горючого сланцю до 1939 року досяг 2 млн. тонн, було вироблено 181 тис. тонн сланцевого масла і 22,5 тис. тонн сланцевого бензину. Велике значення для економіки країни мали текстильна, хімічна та харчова промисловість, металообробка, деревообробка, виробництво паперу, видобуток торфу і фосфоритів. Було розвинене сільське господарство. У деяких галузях промисловості домінував іноземний капітал.
Головними торговими партнерами були Велика Британія та Німеччина. Частка СРСР у зовнішньоторговельному обігу до кінця 1930-х помітно скоротилася. Естонія експортувала м'ясні продукти, масло, рибу, яйця, текстильні товари, папір, целюлозу, фанеру, сланцеве масло і бензин, цемент і скло; імпортувалися промислова продукція та сировина.
Особливістю економіки Естонії 1930-х років став розвиток кооперативного руху. У 1939 році «Кооперативний союз Естонії» об'єднував понад 3 тисячі кооперативів, які налічували 284 тисячі членів. 200 кооперативних банків обслуговували 77 тисяч клієнтів, мали 52 % всіх депозитів в країні і видали 51 % всіх позик. 314 молочних кооперативів з 32 тисяч членів виготовили 98 % масла і 17 % сиру Естонії.

### Ухвалення в 1937 році нової Конституції та наступні події
1937 року скликані Пятсом Національні Збори (Rahvuskogu) схвалили (опозиція бойкотувала цей акт) третю конституцію Естонської Республіки, засновану на пропозиціях глави держави. Конституція вступила в силу 1 січня 1938 року. Новообраний парламент ухвалив рішення про амністію політичних ув'язнених — як комуністів, так і членів Ліги ветеранів.3[джерело?]
Відповідно до нової конституції главою держави ставав президент, що обирається на 6 років. Президент отримував владу розпускати уряд і накладати вето на рішення парламенту. Більш того, президент отримав і законодавчі повноваження — в період між сесіями парламенту і в разі «державної необхідності» він міг особисто видавати закони у вигляді президентських декретів (Пятс широко використовував цю можливість ще до прийняття конституції). У новій конституції зберігалися всі основні цивільні права, але залишалася можливість обмежити свободу слова для збереження державної безпеки і моралі. Виборчий вік був збільшений з 20 до 22 років. Була введена двопалатна парламентська система: Державні збори (Riigivolikogu), члени якої обиралися на 5 років, і Державна Рада (Riiginõukogu), що складається з 40 членів, 10 з яких призначалися президентом. Таким чином, Естонія ставала не парламентською, а президентською республікою. Одним з положень, який істотно обмежує демократію, стало те, що референдум, який міг би змінити конституцію, міг відбутися тільки за рішенням президента. 24 квітня 1938 року парламент обрав Пятса на посаду президента, і в той же день відбулася його інавгурація на цей пост.
1938 року були створені «табори для ледарів» — табори для примусової праці безробітних. Там був тюремний режим, 12-годинний робочий день, і покарання різками. В «таборі для ледарів» перебували терміном від 6 місяців до 3-х років всіх «хто вештається без роботи і засобів для існування».
1939 року в Естонії налічувалося близько 160 німецьких асоціацій і товариств, що займалися пропагандою ідей націонал-соціалізму та пронімецьких ідей.

## Окупація Естонії Радянським Союзом

### Естонія в пошуках протекторату
7 червня 1939 року в Берліні міністром закордонних справ Естонії К. Сельтером і міністром закордонних справ Німеччини І. фон Ріббентропом було підписано Договір про ненапад, який виводив країну з-під впливу Великої Британії та Франції і оформляв фактичний протекторат Німеччини секретною угодою, згідно з якою Естонія зобов'язувалася прийняти «за згодою Німеччини всіх необхідних заходів військової безпеки відносно Радянської Росії». Термін договору становив десять років, з автоматичним відновленням на новий десятирічний період, з одним лише застереженням, що договір втратить силу в разі припинення дії Договору про ненапад між Німеччиною і Латвією, укладеного в той же день. Декларований Естонією нейтралітет слугував прикриттям ворожого ставлення еліти саме до СРСР, про що доповідав у своєму донесенні в МЗС Латвії посланник країни в Естонії В. Шуманіс (21 січня 1939): «Естонія вважає Росію ворогом № 1; після того йде Німеччина». Коментуючи потім загострення міжнародної обстановки після німецького ультиматуму Литві та повернення Німеччині Мемелі, В. Шуманіс вказує, що для естонської еліти і державного апарату ворогом номер один є Росія, тоді як в народі «як і раніше найбільшим ворогом вважають німців»: «Такий настрій в критичний момент може привести до того, що в народі не вистачить достатньої сили духу, щоб взятися за зброю проти росіян».
Естонський дослідник Магнус Ільмярв вважає, що "до 1939 року в умовах міжнародної кризи в Європі країни Балтії «стали дотримуватися зовнішньополітичної орієнтації, яка в найменшою мірою служила національним інтересам цих країн. Мотивуючи це страхом ліквідації приватної власності більшовицьким Радянським Союзом, уряду Естонії, Латвії та Литви поклали всі свої надії на нацистську Німеччину, як найбільш потужного опонента більшовизму».
Велика Британія і Франція затягували переговори з СРСР, який вимагав від них видати гарантії країнам Балтії на випадок агресії проти них. Свою згоду видати такі гарантії ці країни підтвердили лише 1 липня, коли договори про ненапад з Латвією та Естонією вже були підписані. Однак в форму договорів це так і не було оформлено, так як Великій Британії і Франції не вдалося домогтися від Польщі згоди забезпечити коридор для проходу радянських військ в разі нападу Німеччини. Видані ними раніше гарантії безпеки Польщі при військовому нападі на неї також не були реалізовані.
Високопоставлені німецькі військові (Франц Гальдер і Вільгельм Канаріс) відвідали балтійські країни і вели там переговори про військове співробітництво. За повідомленням німецького посланника в Талліні Фровайна, начальник штабу естонської армії Микола Реек заявляв йому, що Естонія може сприяти Німеччині у встановленні контролю над Балтійським морем: «Фінську затоку дуже легко замінувати проти радянських військових кораблів, не привертаючи уваги. Є й інші можливості».
23 серпня 1939 року був укладений Договір про ненапад між Німеччиною і Радянським Союзом (пакт Молотова — Ріббентропа). Відповідно до секретного додаткового протоколу про розмежування сфер обопільних інтересів у Східній Європі на випадок «територіально-політичної перебудови», передбачалося включення Естонії, Латвії, Фінляндії, Західної України, Західної Білорусі та Бессарабії у сферу інтересів СРСР.

### Після початку війни
Після початку Другої світової війни 15 вересня 1939 в Таллінн як порт нейтральної держави зайшов польський підводний човен «Орел». Однак 18 вересня, на наступний день після падіння польського уряду (17 вересня 1939 року), підводний човен покинув Таллінн і пішов в Англію. Це було розцінено Радянським Союзом як підтвердження нездатності Естонії самостійно забезпечити безпеку на своїй території, про що заявив міністр закордонних справ СРСР В'ячеслав Молотов своєму естонському колезі Карлу Сельтеру на москвських торгових переговорах між Естонією і СРСР. Молотов зазначив, що Естонія може стати плацдармом для нападу на СРСР і запропонував реальні гарантії безпеки з умовою розміщення військових баз на додаток до потенціалу збройних сил Естонії. Ще 17 квітня 1939 року посланець Латвії в Естонії В. Шуманіс повідомляв в МЗС, що «в ці дні в Естонії була зрівняна тривалість військової служби та продовжена для всіх родів військ до 18 місяців», а «в травні або червні в Естонії передбачено продовжити загальну військову службу на 2 роки». Однак, «за розрахунками експертів, нинішній склад частин збройних сил настільки малий (в зв'язку з роками світової війни, коли народжуваність була дуже незначна), що неможливо навіть провести одноразову загальну мобілізацію, через нестачу кадрів».
Після консультацій К. Сельтера з президентом, парламентом і урядом, а також за рекомендацією Німеччини 26 вересня було ухвалено рішення продовжити переговори і укласти з СРСР договір про взаємодопомогу строком на 10 років. Парламент Естонії ратифікував договір на початку жовтня.
Згідно з угодою, в Естонії розмістили контингент Червоної армії в кількості 25 000 солдатів і офіцерів, що значно перевищувало чисельність армії Естонії (16 500 осіб). Військово-морські бази були створені на Сааремаа, Хійумаа і півострові Пакрі (в Палдіскі), на заході Естонії були побудовані аеродроми. Навесні 1940 року для розширення баз СРСР були надані додаткові ділянки. Населенням країни альянс з СРСР був сприйнятий позитивно, про що також повідомляв в своє відомство латвійський посланник Шуманіс ще в 1939 році: «В урядових колах з побоюванням дивляться на те, як в народі в широких розмірах існує доброзичливе настрій до російської загрози. Такий настрій в критичний момент може привести до того, що в народі не вистачить достатньої сили духу, щоб взятися за зброю проти росіян. Проти німців настрій в народі весь час було рішучим».
Починаючи з осені 1939 року Німеччина розгорнула війну на морі й на суші проти Англії та Франції. 14 червня 1940 захопили Париж, 16 червня уряд Франції, перемістившись в Бордо, очолив Петен, який почав переговори про капітуляцію. Стало очевидно, що завоювання західної Європи наближається до кінця.
В той же день, 16 червня 1940 року, Молотов вручив естонському послу ультимативну ноту, в якій вимагав негайного введення в Естонію додаткового контингенту радянських військ чисельністю 90 000 чоловік і оголошення нових виборів для приходу до влади уряду, який однозначно буде виконувати договірні зобов'язання по відношенню до Радянського Союзу. Пятс прийняв ультиматум.
Після проведення позачергових виборів до парламенту, до яких були допущені тільки комуністи та їхні симпатики, він ухвалив рішення про приєднання Естонії до СРСР. 6 серпня 1940 року Естонія була включена до складу СРСР.

## Відновлення незалежності
У період розпаду СРСР було проголошено відновлення Естонської Республіки.